# 주혜지
주지아(1992년 10월 3일)은 대한민국의 배우이자 모델이다.

## 출연 작품

### 영화
- 2015년 은하
- 2018년 소공녀
- 2019년 폴리스 스파이
- 2020년 감쪽같은 그녀

### 드라마
| 연도 | 방송사             | 제목             | 역할   | 비고 |
| ---- | ------------------ | ---------------- | ------ | ---- |
| 2014 | MBC                | 미스코리아       | 유지연 |      |
| 2016 | KBS2               | 구르미 그린 달빛 |        |      |
| 2018 | tvN D              | 잘빠진 연애      | 노옥산 |      |
| 2020 | 빅픽쳐미디어컴퍼니 | 나폴리탄         | 유리   |      |

## 광고
- 2018년 피자헛 - 더블퐁듀 쉬림프